# Frederick Barrett
Frederick William Barrett, né le 10 janvier 1883 à Bootle et mort le 3 mars 1931 à Liverpool, est un ouvrier et marin britannique. Il est connu comme survivant du naufrage du Titanic, où il était chauffeur. Il est témoin au procès puis finit sa vie à Liverpool.

## Biographie
Frederick Barrett est engagé en 1903 par la Cunard Line. Il navigue à bord de différents navires, puis travaille pour l'American Line. En 1912, il est à bord du Titanic, pour la traversée que celui-ci doit effectuer depuis Southampton en Angleterre, jusqu'à New York aux États-Unis. Lors du naufrage du Titanic, il prend le commandement du canot no 13 et survit,.
Il est appelé à témoigner par les commissions d'enquête britannique et américaine,.
Il travaille en mer quelque temps, puis à partir de 1923, vit à Liverpool, où il meurt le 3 mars 1931.

## Galerie

Navires
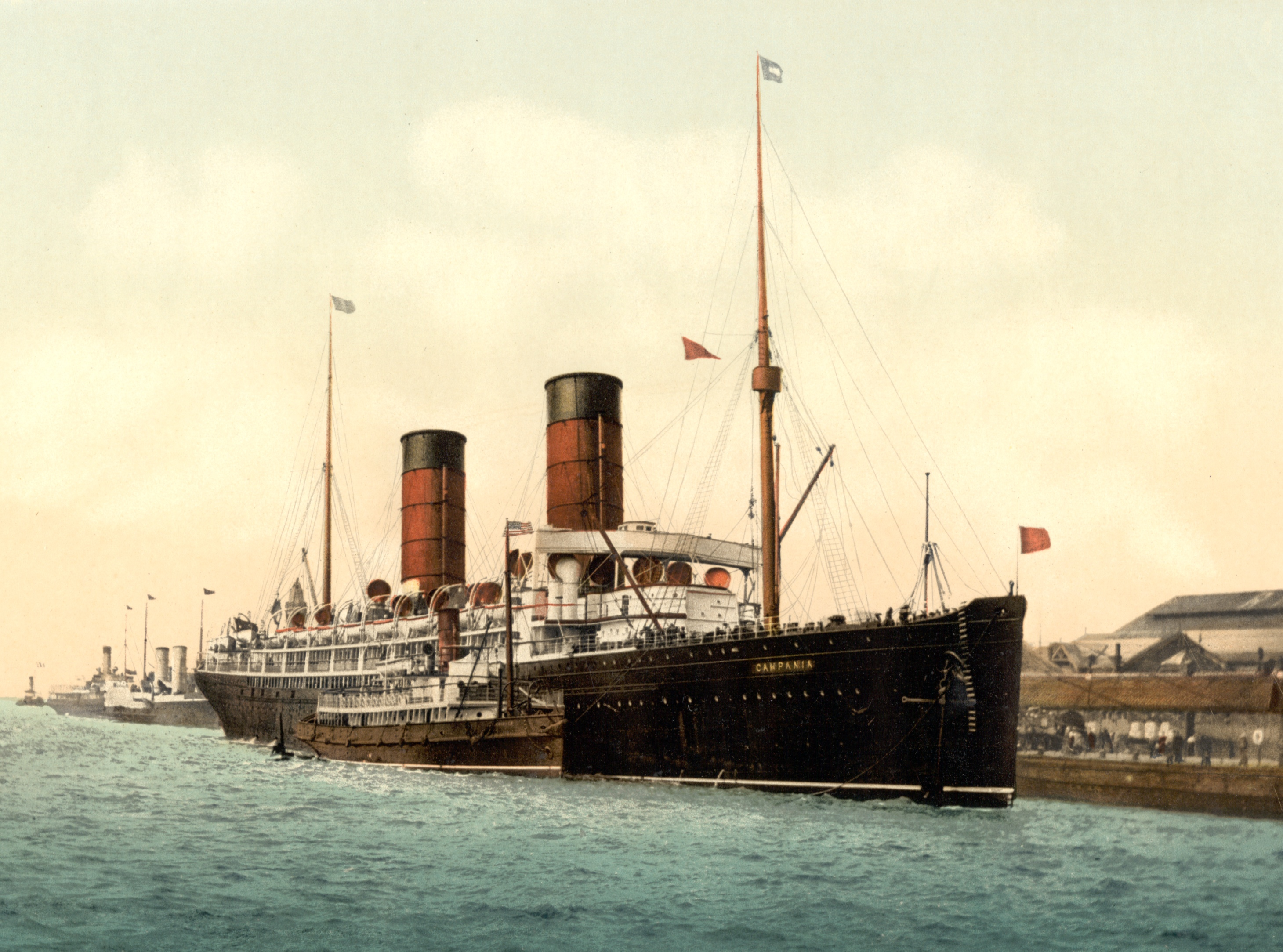
Le Campania.
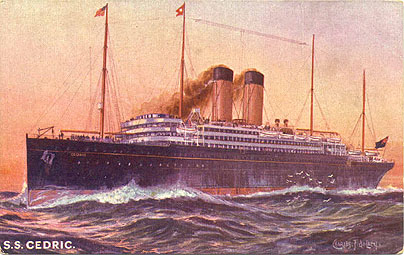
Le Cedric.
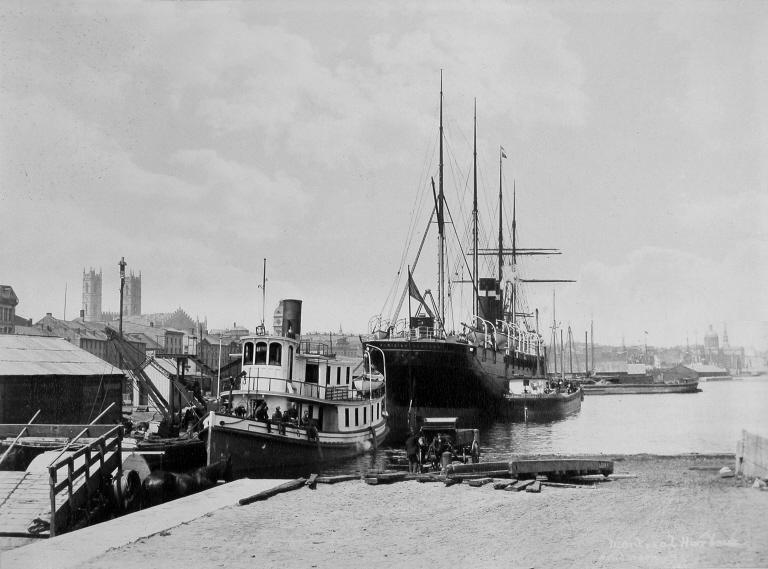
Le Parisian.
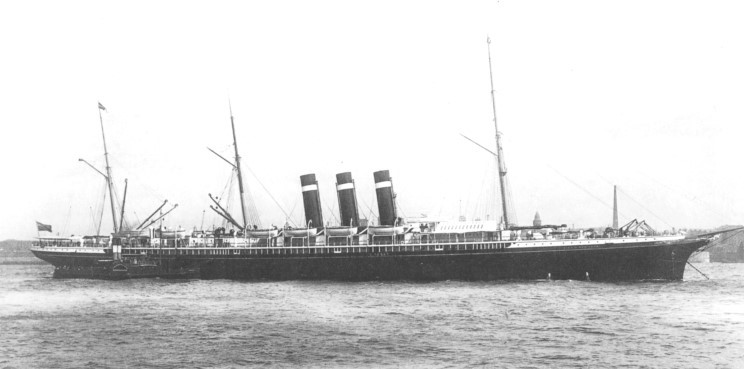
Le City of New York.

## Au cinéma
Dans le film Titanic de James Cameron sorti en 1997, Frederick Barrett est incarné par Derek Lea.